# Salvador Mazza
Salvador Mazza (Buenos Aires, 6 de junio de 1886-Monterrey, 9 de noviembre de 1946) fue un médico y bacteriólogo argentino, destacado por haber dedicado casi toda su vida al estudio y combate de la tripanosomiasis americana (enfermedad de Chagas-Mazza) y otras enfermedades endémicas. Completó los estudios de Carlos Chagas sobre el agente etiológico (Tripanosoma cruzi) y sobre el vector de la enfermedad (vinchuca), además de perfeccionar el tratamiento de la misma.

## Biografía

### Primeros años
Nació en el barrio de Retiro, de la Ciudad Autónoma de Buenos Aires, Argentina aunque su infancia transcurrió en la ciudad bonaerense de Rauch. Era hijo de Francesco Mazza y Giuseppa Alfisi, inmigrantes italianos procedentes de la ciudad siciliana de Palermo.
Alumno aventajado, inició sus estudios medios a los diez años en el Colegio Nacional de Buenos Aires. Al concluir sus estudios medios intentó ingresar en la Escuela Naval Militar pero fue rechazado durante la revisión médica. Decidió entonces inscribirse en la Facultad de Ciencias Médicas de la Universidad de Buenos Aires, estudios que concretó en 1903.
En 1914 se casó con Clorinda Brígida Razori, quien sería su compañera y asistente por toda la vida.

### Inicios profesionales
Mientras cursaba sus estudios de grado fue inspector sanitario y se abocó a la organización y realización de campañas de profilaxis y vacunación en la provincia de Buenos Aires. Al graduarse se especializó en microbiología clínica y anatomopatología. Tras haber sido por un tiempo el director del laboratorio del lazareto de la Isla Martín García, efectuó una gira de estudios por varios países europeos, en la cual profundizó sus conocimientos sobre enfermedades infectocontagiosas, la sanidad militar y la microfotografía.
En 1910 obtuvo el título de doctor médico, casi al mismo tiempo en que junto a Rodolfo Kraus desarrolló una vacuna anti-tifoidea de una sola aplicación. En 1916, en plena Primera Guerra Mundial, revistando como Teniente 1º Médico del Ejército Argentino, se le encargó realizar un estudio de enfermedades infecciosas en Alemania y el Imperio austrohúngaro; en ese momento conoció a su colega Carlos Chagas,  quien recientemente había descubierto al agente parasitario (Trypanosoma cruzi) causante de la tripanosomiasis americana.

### Su desarrollo científico y la fundación de la MEPRA
Al retornar a su país en 1920 fue nombrado director del laboratorio central del Hospital Nacional de Clínicas y titular de la cátedra de bacteriología de la Facultad de Medicina de la UBA. Junto a su esposa, en 1923 se dirigió a Francia para efectuar nuevos estudios de perfeccionamiento. Con tal motivo marchó a Túnez, entonces colonia francesa, estudiando en la sede tunecina del Instituto Pasteur dirigida por el bacteriólogo y entomólogo Charles Nicolle, quien había sido galardonado con el Premio Nobel de Medicina el año 1928. Nicolle era célebre por sus estudios atinentes al tifus exantemático epidémico y considerado un "segundo Pasteur".
Regresó a la Argentina en 1925 y fue nombrado director del laboratorio y del museo del Instituto de Clínica Quirúrgica de la Facultad de Medicina de la Universidad de Buenos Aires (UBA). A fines de 1925 invitó y hospedó en Argentina a Charles Nicolle, quien se hallaba interesado en las enfermedades endémicas que existían en el norte argentino. Nicolle advirtió la forma inadecuada con que se enfrentaban tales afecciones en esas regiones y por esto lo ayudó en su intención de fundar un instituto para la investigación y la diagnosis de las enfermedades endémicas americanas, muchas de ellas poco o nada conocidas. En 1926 la Facultad de Medicina de la UBA a instancias de José Arce estableció la Misión de Estudios de Patología Regional Argentina (MEPRA), llamada coloquialmente misión Mazza ya que Mazza fue su director. La MEPRA fue un instituto que tuvo como meta diagnosticar y estudiar las enfermedades desconocidas del norte argentino, entre ellas el Mal de Chagas. Tuvo su sede central en Jujuy (en un edificio propio, donde actualmente funciona el Rectorado de la Universidad Nacional de Jujuy), y como anexo contó con en el famoso "E.600", un laboratorio y hospital móvil instalado en un vagón de tren. De este modo tal institución pudo trasladarse por la extensa red ferroviaria argentina llegando incluso a Bolivia, Chile y Brasil.
En 1926 fundó la Sociedad Científica de Jujuy, cuyo primer presidente fue el malariólogo Guillermo Paterson. En ese mismo año realizó los primeros diagnósticos de tripanosomosis americana y leishmaniosis tegumentaria americana en Argentina. Al mismo tiempo descubrió que la tripanosomosis americana atacaba también a cánidos al hallar un ejemplar de perro afectado. En 1927 diagnosticó el primer caso agudo en la Argentina.
Dondequiera se encontrase, la MEPRA difundía las novedades y descubrimientos atinentes a la cura o profilaxis de enfermedades contagiosas entre los médicos y poblaciones rurales. La labor principal de Mazza en este punto fue el ataque al vector de la tripanosomosis americana, la vinchuca (Triatoma infestans). Por tal motivo alertó a las autoridades que uno de los principales factores para la expansión o existencia de la tripanosomosis y afecciones semejantes se encontraba en las precarias condiciones económicas, educativas e higiénicas de las poblaciones rurales y suburbanas del norte Argentino.

### Sus descubrimientos más destacados
En la década de 1930 estudió y confirmó los insectos vectores de la enfermedad, los hospedantes, la epidemiología y la patogénesis, además de diagnosticar varios cientos de casos y confirmar el carácter endémico de la enfermedad. En 1934, Mazza comenzó el período de descubrimientos masivos de casos de enfermos agudos, lo que constituyó uno de sus mayores aportes. Así, Mazza terminó con lo que podría denominarse el «período de duda» respecto de la enfermedad, ya que hasta entonces se conocían muy pocos casos de formas agudas. En 1936 junto a C. Benítez describió un síntoma que puede aparecer al momento de la infección con el tripanosoma, la dacrioadenitis, y por ello se lo denomina signo de Mazza-Benítez.
Como resultado de su trabajo incansable y de sus descubrimientos, el tema de la tripanosomosis americana se convirtió en central en el VI Congreso Nacional de Medicina de 1939. En 1940, Mazza y Miguel E. Jörg definieron los tres períodos anátomo-clínicos de la enfermedad, definición cuya validez se extiende hasta el presente. Con todo, ni Mazza ni Jörg pudieron superar las trabas institucionales y políticas impuestas por la sociedad de la época, y la Misión de Estudios de Patología Regional Argentina terminaría por cerrarse doce años después del fallecimiento de Mazza. La MEPRA fue desmantelada por resolución del Consejo Superior de la Universidad de Buenos Aires el 16 de mayo de 1959.
En 1942 se contactó con el escocés Alexander Fleming con el objeto de organizar la producción de penicilina en Argentina y un año después obtuvo junto a su equipo la primera producción argentina del antibiótico. Sin embargo, el gobierno de entonces ignoró los descubrimientos y esfuerzos de Salvador Mazza y le retaceó de un modo casi absoluto todo apoyo económico, pese a que la producción extranjera de penicilina tampoco estaba disponible ya que casi en su totalidad se utilizaba para atender las necesidades en los campos de batalla de la Segunda Guerra Mundial.

### Su fallecimiento
Salvador Mazza falleció de un infarto cardíaco mientras se encontraba participando de un congreso médico en Monterrey, México. Aunque hubo versiones de que fue a causa de la tripanosomiasis en la forma cardíaco-crónica, no hay constancia de ello en el acta de defunción, que se conserva en el RNP de la Ciudad de Buenos Aires.  Fue sepultado en el cementerio de Olivos, en la provincia de Buenos Aires. En homenaje a su memoria, la ciudad más septentrional de Argentina lo recuerda con el nombre de Profesor Salvador Mazza, luego de que se creara la municipalidad de Salvador Mazza por ley 1359 del 20 de septiembre de 1951.

## Reconocimientos y legado
Mazza transformó de forma inexorable la práctica de la medicina regional en la Argentina. En palabras de Andrés Cornejo:

Muchas veces hemos oído decir que Mazza no dejó escuela ni sucesores: qué equivocados están. ¿Acaso no es escuela y sucesores que hoy no hay médico que no sepa lo que es la leishmaniosis, enfermedad de Chagas, brucelosis, micosis, etcétera? Hoy los médicos de Salta ciudad no vemos leishmaniosis ni micetomas, porque ya los médicos de las zonas infectadas los tratan ellos mismos, y si nos vienen ya son mandados por éstos con sus diagnósticos, para ser tratados por nosotros, que tenemos más medios.

Entre los muchos homenajes que se le brindaron destaca el ofrecido por el Instituto Oswaldo Cruz en ocasión de la Primera Reunión Panamericana sobre la enfermedad de Chagas realizada en Tucumán, Salta y Jujuy en julio de 1949. La delegación brasileña le entregó a Clorinda Brígida Razori un pergamino en honor de su esposo firmado por los 76 miembros del Instituto, y colocó una placa con el rostro de Mazza en relieve en la tumba del célebre médico argentino.

## En el cine
El actor Miguel Ángel Solá (1950-) interpretó a Mazza en la película sobre el doctor, Casas de fuego (1995), dirigida por Juan Bautista Stagnaro.